# Pseudoludia nyungwe
Pseudoludia nyungwe är en fjärilsart som beskrevs av Thierry Bouyer 1987. Pseudoludia nyungwe ingår i släktet Pseudoludia och familjen påfågelsspinnare. Inga underarter finns listade.